# Строительство первой очереди космодрома «Восточный»
Строительство космодрома Восточный было начато в середине 2012 года.

## Подготовка к строительству
- 6 ноября 2007 года президент России Владимир Путин подписал указ № 1473с[1] «О космодроме „Восточный“»[2]. Путин лично принимал участие в выборе места будущего строительства, изначально планировалось возвести космодром на берегу Тихого океана неподалёку от Владивостока[2]. Однако из-за проблем с погодой на побережье было принято решение перенести строительство вглубь континента[2].
- 11 июля 2008 года проект космодрома был одобрен коллегией Федерального космического агентства (Роскосмос).
- В августе 2010 года заложен памятный знак в честь начала работ на космодроме.
- В 2011 году начато техническое и эскизное проектирование, назначены руководители работ[3].
- Подготовительные строительные работы начались в сентябре 2011 года — создание геодезической разбивочной основы, расчистка полосы отвода от лесорастительности, снятие почвенно-растительного слоя и устройство земляного полотна под железную дорогу первого этапа строительства протяженностью 15 км (общая длина железнодорожной ветки составит не менее 30 км) на перегоне ст. Углегорск — ст. Промышленная 1. Основной объём строительства сооружений — создание технических и обеспечивающих объектов, запланирован на весну 2012 года. Также ведутся работы по строительству воздушной линии электропередач общей протяженностью 28 км. Начата подготовка к реконструкции станции Ледяная.
- В сентябре 2012 года в качестве генерального подрядчика на создание стартового комплекса для ракет «Союз-2» (максимальная стоимость лота 9 млрд руб.) и заправочного комплекса с кислородно-азотным заводом (4,1 млрд руб.) выбрано ФГУП «ЦЭНКИ»[4]. Стартовый и заправочный комплексы должны быть построены, испытаны и сданы в эксплуатацию к 25 ноября 2015 года. Следующим этапом строительства должен стать аэропорт (его стоимость составит 27,9 млрд руб.).
- Городу, который планируется построить рядом с космодромом, было предложено дать название «Циолковский» в честь теоретика космонавтики К. Э. Циолковского[5]. По словам Владимира Поповкина создание инфраструктуры для будущего города ведётся вокруг строящегося космодрома[6]. Было также предложено создание профильного министерства космоса[7][8].

## Хронология строительства

### 2012 год
- 26 января 2012 года началась прокладка железной дороги к месту строительства космодрома[9].
- В июле 2012 года начались работы по строительству стартового комплекса[10].
- По состоянию на ноябрь 2012 года, вырыт котлован под стартовый комплекс и заложены фундаменты сооружений технического комплекса[11];
- По состоянию на декабрь 2012 года:
  - На стартовом комплексе идут фундаментные работы. Такие работы уже выполнены по основным объектам технического комплекса космодрома. К началу декабря планируется приступить к возведению металлоконструкций зданий. Начато строительство главной распределительной подстанции космодрома, железнодорожной станции «Промышленная», промышленно-строительной базы, административных зданий. Начата подготовка строительства дорог к лабораторному, метеорологическому и другим комплексам. Строится железнодорожная ветка от станции «Ледяная» через город Углегорск к космодрому. Работы проводил ФГУП «ГУСС „Дальспецстрой“ при Спецстрое России». На стройке работало 2,5 тысячи человек, треть из них — жители Амурской области, задействовано более 600 единиц техники. В 2012 году планируется освоение 20 миллиардов рублей, в 2013 году — 30 миллиардов[11].
  - Ведётся расширение железнодорожной станции «Ледяная», расчистка просек для строительства ЛЭП[12].
  - Филиал ОАО «ФСК ЕЭС» — «Магистральные электрические сети (МЭС) Востока» завершил проектные работы по внешнему электроснабжению строительства космодрома «Восточный», которые предусматривают расширение действующей подстанции 220 кВ Ледяная в Амурской области. Реализация проекта должна завершиться в 2013 году. До конца 2012 года на подстанции будут установлены три новые линейные ячейки ОРУ 220 кВ, что позволит обеспечить электроэнергией строительство космодрома и его инфраструктуры[13].

### 2013 год
- В сентябре 2013, по словам заместителя директора Спецстроя РФ Александр Бусыгина, отставание от графика строительства отдельных объектов космодрома «Восточный» достигает двух месяцев[14]. При этом, на сентябрь 2013 года выполнены следующие работы:

С декабря 2011 года по сегодняшнее время Спецстрой России выполнил значительный объём работ: вырублен лес, подготовлена площадка для строительства, для обеспечения всей работы по строительству космодрома построены временные дороги от объекта до объекта общей протяженностью почти 70 километров. Полностью закончены все земляные работы под основные сооружения космодрома: произведены выемка и перемещение грунта общим объёмом более 7 миллионов кубометров. Организованы временные базы для размещения техники, построен и уже функционирует вахтовый поселок на 4,5 тысячи человек. Развернута вся инфраструктура временных зданий и сооружений — бетонные заводы, арматурные производства, дробильно-сортировочные хозяйства. В «тело» конструкций будущего космодрома уложено уже более 120 тысяч кубометров монолитного железобетона. Сегодня полным ходом идет возведение основных сооружений стартового и технического комплексов.

### 2014 год
- По состоянию на конец января 2014 велись работы на 30 из 33 основных зданий и сооружений. По объявленному графику, весной 2014 года, для монтажа оборудования будет передано 3 объекта — это технологические блоки кислорода и азота, керосина и нафтила, сжатых газов[16].
- В феврале 2014 Спецстрой РФ сообщил о завершении строительно-монтажных работ и передаче их под монтаж оборудования на технологическом блоке сжатых газов и на технологическом блоке азота и кислорода[17]. Также завершены общестроительные работы и монтаж основного оборудования на главной понизительной подстанции (ГПП) космодрома «Восточный». Полностью завершен монтаж опор провода воздушной линии электропередач главной понизительной подстанции стартового комплекса, а также завершена установка 10 км воздушной линии электропередач «Ледяная — ГПП»[18].
- В марте 2014 ОАО «ФСК ЕЭС» завершило первый этап работ по электроснабжению строящегося космодрома «Восточный» в Амурской области. В рамках первого этапа была комплексно модернизирована подстанция 220 кВ «Ледяная», тем самым компания обеспечила возможность подключения к Единой национальной электрической сети энергопринимающих устройств будущего комплекса сооружений и выдачи 120,9 МВт мощности[19].
- В июле 2014 года бетонные работы выполнены на 96 %. В ходе осмотра стройплощадки жилого микрорайона вице-премьер поинтересовался о переименовании посёлка. Олег Кожемяко доложил, что все необходимые решения на местном уровне приняты, региональным законодательством одобрена инициатива о присвоении будущему городу имени Циолковского. Необходимо, чтобы теперь согласование прошло на федеральном уровне. «Название города должно появиться в самое ближайшее время. Поскольку город уже растёт, у него должно быть своё имя», — поручил Дмитрий Рогозин[20]. Также в этот период компания Буреягэсстрой, входящая в крупнейший российский инжиниринговый холдинг Группу Е4, приступила к строительству комплекса очистных сооружений на космодроме. Подразделения Буреягэсстрой в рамках контракта выполняют строительно-монтажные работы на комплексе объектов при строительстве железных дорог на станции Ледяная[21]. Для выполнения инженерных коммуникаций и некоторых объектов комплекса для социального обеспечения привлечены организации такие как ООО Транс-Ойл[22].

### 2015 год
- Стартовая площадка космодрома «Восточный» 2015 годВ феврале специалисты начали монтировать стартовое оборудования для ракет-носителей «Союз-2»[23].
- 15 апреля началось строительство комплекса хранения компонентов ракетного топлива, он представляет собой целый ряд зданий и сооружений, расположенных на площади свыше 42 га в 10 км от технического комплекса Восточного[24].
- 23 апреля завершены строительно-монтажные работы в основных технологических блоках стартового комплекса космодрома[25].
- 27 апреля стартовый комплекс ракеты носителя Союз был готов на 74 %[26].
- 28 апреля начался монтаж высокотехнологичного оборудования[27].
- 30 апреля на стройку прибыли первые студенческие отряды[28].
- 5 мая года завершилось сооружение силовых полов в монтажно-испытательном комплексе[29].
- 13 мая были сданы все помещения стартового сооружения для ракет-носителей «Союз»[30][31].
- 13 мая завершено строительство железной дороги от Транссиба до космодрома, развёрнутая длина уложенных путей — около 100 км[32].
- 16 мая началось строительство телекоммуникационного обеспечения космодрома, прежде всего линий связи[33].
- 18 мая открылась студенческая стройка «Космодром Восточный — 2015», студенты на неё начали прибывать ещё в апреле[34].
- 19 мая началась подготовка комплекса эксплуатации районов падения ракет-носителей[35].
- 25 мая завершилось строительство административного здания для специалистов Роскосмоса[36].
- 29 мая стало известно что на космодроме создают уникальную систему защиты стартового комплекса от молний[37].
- 9 июня, на месяц раньше поведены испытания стартовой системы[38].
- 25 июня стартовый комплекс космодрома «Восточный» был обеспечен водоснабжением[39].
- 26 июня группа студентов с Камчатки отправилась принять участие в строительстве космодрома[40].
- 3 июля принята первая телеметрия с корабля «Прогресс»[41].
- По состоянию на 3 июля 2015 года, проложено 6 коммуникационных тоннелей, готовность инженерных сетей превышает 90 %[42].
- 23 июля на космодроме Восточный впервые приняли телеметрию с корабля Союз[43].
- 28 июля начался монтаж оборудования в командном центре космодрома[44].
- 5 августа смонтировано оборудование для подготовки ракеты Союз-2 к старту[45].
- 11 августа на стартовом комплексе продолжается монтаж всех 29 необходимых систем, 12 из них уже установили и подготовили к пусконаладочным работам[46].
- 25 августа на понизительной подстанции космодрома успешно завершены пусконаладочные работы[47].
- 1 сентября завершен монтаж прожекторов стартового стола[48].
- 21 сентября работы по благоустройству территории технического комплекса находятся на завершающей стадии[49].
- 22 сентября были выбраны логотипы и слоганы для строящегося космодрома[50].
- 30 сентября стартовое сооружение и монтажно-испытательный комплекс подключили к электрической сети по постоянной схеме[51][52].
- 7 октября завершено строительство хранилища для транспортно-установочного агрегата[53].
- 9 октября ракета «Союз-2.1а» размещена на космодроме Восточный[54].
- 14 октября проведена инспекция космодрома Президентом Российской федерации В. В. Путиным[55].
- 16 октября завершен монтаж системы управления техническим комплексом[56].
- 27 октября на космодроме заработала первая телефонная станция[57].
- 29 октября завершено строительство водозаборной станции[58].
- 30 октября на стартовом столе запустили систему вентиляции[59].
- 5 ноября монтажные корпуса технического комплекса космодрома обеспечены бесперебойным электропитанием[60].
- 12 ноября были сданы тоннели с инженерными сетями, обеспечивающими теплом и водой[61].
- 22 декабря завершены автономные испытания на техническом комплексе космодрома[62].

### 2016 год
- 2 января 2016 строители космодрома вернулись к работе, отказавшись от новогодних каникул[63][64].
- 3 января 2016 начались комплексные испытания технологического оборудования Восточного с участием нового Союз-2.1а[2]. Результаты испытаний покажут, когда будет произведен первый пуск[2].
- 19 января была налажена радиосвязь для первых испытаний[65].
- 25 января начались автономные испытания на заправочно-нейтрализационной станции[66].
- 29 февраля подведены итоги автономных испытаний и несмотря на ряд замечаний, испытания показали готовность космодрома к пуску[67].
- 25 марта завершились комплексные испытания стартового комплекса «1С» на космодроме Восточный[68], начавшиеся 21 марта, когда специалисты вывезли ракету-носитель «Союз-2» с технического на стартовый комплекс космодрома и установили в стартовую систему[68].
- 28 апреля состоялся первый пуск ракеты-носителя с космодрома «Восточный». В тот же день «Роскосмос» сообщил о том, что предложит перераспределить средства федеральной целевой программы «Развитие российских космодромов» таким образом, чтобы в ближайшее время начать строительство аэропорта космодрома «Восточный»[69].
- в мае — специалисты Спецстроя продолжают работы по созданию объектов второго пускового комплекса на Восточном, продолжается строительство города Циолковский, ведутся работы по благоустройству территории и автомобильных дорог[70].
- 17 июня было объявлено, что начато строительство второй очереди космодрома Восточный, в частности начаты работы по созданию инфраструктуры для запусков ракет «Ангара-А5» и «Феникс». Строительство второй очереди планируется завершить в 2021 году[71].
- 21 июня — 1 этап строительства продолжается. Его планируется завершить до 31 октября 2016 года. При этом, техническую документацию в полном объёме, для строительства второй очереди космодрома Восточный подготовят до конца 2016 года[72].
- 3 июля — Официальное открытие очередной ежегодной студенческой стройки[73]. На космодром приехали 32 студенческих строительных отряда из 24 регионов России — от Москвы до Камчатки[74].
- 10 июля — Завершены подготовительные работы и продолжается устройство котлованов для фундаментов под емкости комплекса для хранения, подготовки и отпуска экологически чистых компонентов ракетного топлива (КРТ). Расчищена полоса отвода, выполнено устройство внешних сетей, идет армирование и бетонирование стен. На объекте задействовано около 500 человек и 50 единиц техники[75].
- 14 июля — завершены работы по устройству ростверков основных зданий метеокомплекса — базы эталонирования гироприборов, административно — технического здания, гаража и КПП. Завершено бетонирование мачты с измерителями параметров ветра и имитатора радиозонда на радиопрозрачной мачте, а также бетонирование фундаментных плит под мачты антенн Митра, Марла, Сюжет и Полюс[76].
- 17 августа — завершается асфальтирование автомобильной дороги, которая соединит Циолковский с основными объектами наземной космической инфраструктуры космодрома[77].
- 23 августа — завершилась Всероссийская студенческая стройка космодрома Восточный[78].
- В сентябре 2016 года Роскосмос сообщил, что стартовый комплекс для ракет-носителей «Союз-2» будет переведён на использование экологически чистого ракетного топлива Нафтил. Заявлено, что все работы по переоборудованию на заправку ракет новым типом топлива планируется завершить к июлю 2019 года[79].
- 15 сентября — на объектах космодрома Восточный началась первая осенняя студенческая стройка[80].
- 29 сентября на космодроме Восточный сдан в эксплуатацию Комплекс средств измерений, сбора и обработки информации (КСИСО)[81].
- 4 октября — смонтировано все электросиловое оборудование, установлена прожекторная мачта с молниеотводом, построена насосная станция пожаротушения, наружные сети противопожарного водоснабжения и канализации, а также системы отопления, вентиляции, очистные сооружения сточных вод, выполнено наружное электроосвещение на подстанции «Аэродром» космодрома Восточный, которая обеспечит электроэнергией объекты будущего аэродромного комплекса, а также строящийся комплекс эксплуатации районов падения[82].
- 14 октября в эксплуатацию сданы котельные стартового и технического комплекса космодрома[83].
- 9 ноября подписан акт приемки в эксплуатацию административно-бытового корпуса станции «Промышленная-1»[84].

### 2017 год
- В июле было проведено совещание о завершении строительства I очереди объектов космодрома и об организации строительства объектов II очереди, а также готовности наземной космической инфраструктуры космических аппаратов и ракет-носителей к пусковой компании 2017 года[85].
- В августе Правительство РФ выделило Минстрою 205 млн руб. на проектно-изыскательские работы для проектирования объекта системы внешнего электроснабжения второй очереди строительства космодрома «Восточный»[86].

### 2018 год
В 2018 году выяснилось, что заливка бетоном стартового стола космодрома Восточный Спецстроем России была выполнена с браком, из-за чего образовались пустоты под основанием стартового комплекса для ракет-носителей «Союз-2». В каждую образовавшуюся полость строители бурят скважины и заливают в них спецраствор. Переложены рельсы на пути для движения мобильной башни обслуживания на стартовом столе ракет «Союз».

### 2019 год
В марте 2019 года на Восточном открыта трасса для пусков ракет-носителей «Союз-2» на орбиту с наклонением 51,6 градуса к экватору, которая может использоваться для выведения пилотируемых и грузовых космических кораблей на орбиту Международной космической станции (МКС), а также трасса с наклонением 64 градуса к экватору навигационных спутников «Глонасс» ракетами «Союз-2».

### 2021 год
В декабре 2021 года специалисты космического центра «Восточный» приступили к автономным испытаниям систем стартового комплекса «Союз» после модернизации под новый тип топлива нафтил.